# Turpal Bisultanov
Turpal-Ali Alvievich Bisultanov (født 14. oktober 2001) er en dansk græsk-romersk bryder af tjetjensk herkomst. 
Han vandt guldmedalje i græsk-romersk stil i 87 kg vægtklassen ved EM for juniorer i 2021 i Tyskland. Dette fik også Team Danmark til at nominere bryderen til Årets Fund 2021 i samarbejde med Politiken.
Den 8. august 2024 vandt Bisultanov OL-bronze, da han slog den forsvarende verdensmester Dávid Losonczi.
Turpal Bisultanov er lillebror til Rajbek Bisultanov.